# Gornja Toponica (Prokuplje)
Pour les articles homonymes, voir Gornja Toponica.
Gornja Toponica (en serbe cyrillique : Горња Топониц) est un village de Serbie situé dans la municipalité de Prokuplje, district de Toplica. Au recensement de 2011, il comptait 33 habitants.

## Démographie
| 1948 | 1953 | 1961 | 1971 | 1981 | 1991 | 2002 | 2011 |
| ---- | ---- | ---- | ---- | ---- | ---- | ---- | ---- |
| 244  | 237  | 188  | 141  | 116  | 91   | 60   | 33   |

|  |